# Pelastoneurus ochreifacies
Pelastoneurus ochreifacies är en tvåvingeart som beskrevs av Van Duzee 1931. Pelastoneurus ochreifacies ingår i släktet Pelastoneurus och familjen styltflugor. Inga underarter finns listade i Catalogue of Life.